# My Man (film 1928)
My Man è un film del 1928 diretto da Archie Mayo. Girato in versione muta, venne distribuito anche in una versione sonorizzata della lunghezza di dodici rulli.
Fu il primo film in cui apparve Fanny Brice, star delle scene di Broadway. Alcune delle canzoni del film, quali My Man e Second-Hand Rose, erano canzoni che l'avevano resa famosa negli spettacoli delle Ziegfeld Follies.

## Produzione
Le riprese del film, prodotto dalla Warner Bros., iniziarono il 19 giugno 1928.

## Distribuzione
Il copyright del film, richiesto dalla Warner Bros. Pictures, Inc., fu registrato il 18 dicembre 1928 con il numero LP25926.
Distribuito dalla Warner Bros., il film uscì nelle sale sia in versione sonorizzata (15 dicembre 1928), che nella versione originale muta (12 gennaio 1929). Il 21 dicembre, fu presentato in prima a New York.